# Moufouli Bello
Moufouli Bello née en 1987 au Bénin est une artiste visuelle et multimédia béninoise.

## Biographie

### Formation
Moufouli Bello est une juriste de formation. Elle obtient un Master en droit international du travail, à Cotonou. Puis, elle suit une formation en arts à l'École nationale supérieure des arts visuels (ENSAV) de La Cambre, à Bruxelles. Elle complète sa formation par l'école du Fresnoy en 2019-2021.

### Démarche artistique
Elle utilise la peinture, le dessin, la photographie, les installations, le son et l'art numérique. Elle interroge le rôle de la culture visuelle dans la construction des stéréotypes de races et de genres. Elle propose d'autres représentations des femmes noires et modernes. Elle s'inspire de la culture yoruba pour réaliser des portraits de femmes puissantes incarnant la paix, la pureté, la guérison. La couleur bleue prédomine dans ses œuvres. Elle appartient à l'ethnie Yoruba qui teint ses tissus en bleu à partir d'une plante indigo. Cette couleur est associée à la bienveillance, la sécurité et le foyer.

## Expositions
En 2012, elle participe à la création de l’homme debout du Bénin, à la Fondation Zinsou. En 2016, elle est en résidence à la Cité internationale des arts à Paris. Elle travaille sur les questions d'identité, les signes d'appartenance à une ethnie ou une communauté. Ce projet donne lieu à l'exposition Papyrus, à la Cité des arts à Paris et à l'Institut français de Cotonou. En 2017, elle participe à l'exposition Afrique : La Grande Fête, à Vienne, produite par l’artiste Barthélémy Toguo.
En 2024, elle fait partie des quatre artistes avec Chloé Quenum, Ishola Akpo, Romuald Hazoumè sélectionnés par Azu Nwagbogu pour représenter le Bénin à la biennale de Venise 2024. Pour l'exposition Révélation! Art contemporain du Bénin, Moufouli Bello expose le portrait de Tassi Hangbé, seule reine du Dahomey, qui au XVIIIe siècle, poursuit une campagne militaire et crée un corps d’élite féminin.

### Individuelles
- 2025 : Àlá Ọ̀mìnira, Fondation Claudine Talon, Cotonou.

- 2016 : Papyrus, Institut Français, Cotonou.

### Collectives
- 2024 : 
  - Everything precious is fragile, Biennale de Venise, Pavillon National du Bénin, Venise[6].
  - Avec Ishola Akpo, Romuald Hazoumè et Chloé Quenum. Commissaire d'exposition: Azu Nwagbogu

- 2023 : Next, Gowen Galerie, Genève.

- 2022 : 
  - Dig where you stand, From coast to coast, Tamale.
  - Time is going, Biennale de Dakar.
  - Art du Bénin d’hier et d’aujourd’hui: de la restitution à la révélation, Présidence de la République, Cotonou.

- 2021 : Panorama 23, Le Fresnoy, Studio National des Arts Contemporains, Tourcoing.

- 2020 : 
  - L’Afrique vue par ses photographes, de Malick Sidibé à nos jours, Musée Mohammed VI d’Art Moderne, Rabat
  - Beautiful silly flowers, Nassima-Landau Gallery, Tel Aviv.

- 2019 : ARTX Art Fair, SMO Gallery, Lagos.

- 2018 : Homo Planta, Fondation Blachère, Apt.

- 2017 : 
  - Amazones, Le Centre, Abomey-Calavi.L’exposition réunissait, entre autres, les artistes Moufouli Bello, Sébastien Boko, Mark Brusse, Sènami Donoumassou, Thaïs Di Marco, Sophie Negrier ou encore Rémi Samuz.
  - Afrique au cœur, Villa Abdelatif, Alger.